# Sajazarra
Sajazarra è un comune spagnolo di 132 abitanti situato nella comunità autonoma di La Rioja.